# Kwiecień 2005

## 1 kwietnia2005
- Wielu wiernych na całym świecie zebrało się w kościołach, aby modlić się za umierającego papieża Jana Pawła II. (Wikinews Gazeta.pl)

## 2 kwietnia2005
- Jan Paweł II zmarł o 21:37 czasu polskiego (19:37 UTC) w wieku 84 lat.
- Prezydent Polski Aleksander Kwaśniewski ogłosił w Polsce żałobę narodową po jego śmierci w dniach 3–8 kwietnia 2005.

## 4 kwietnia2005
- Kolegium Kardynałów w którym wzięło udział 65 obecnych w Rzymie kardynałów, zdecydowało, że Jan Paweł II zostanie pochowany w piątek 8 kwietnia o 10:00 rano w podziemiach bazyliki św. Piotra.
- Tulipanowa rewolucja w Kirgistanie: Askar Akajew formalnie zrezygnował z urzędu prezydenta Kirgistanu.

## 5 kwietnia2005
- W Warszawie odbyły się centralne uroczystości poświęcone zmarłemu papieżowi, organizowane przez Konferencję Episkopatu Polski. We mszy na placu Piłsudskiego koncelebrowanej przez biskupów z całej Polski pod przewodnictwem prymasa Józefa Glempa uczestniczyło 250 tys. osób. W kazaniu prymas bronił się przed krytyką, jaka spadła na niego w związku z opóźnionym powrotem z Argentyny po śmierci papieża.

## 6 kwietnia2005
- Kurd Dżalal Talabani, przywódca Patriotycznej Unii Kurdystanu, został wybrany przez iracki parlament na prezydenta kraju. Wiceprezydentami zostali szyita Adil Abdel Mahdi i arabski sunnita Ghazi Jawer. Nowy prezydent obiecał współpracę ze wszystkimi grupami etnicznymi i religijnymi kraju.
- Po czterech dniach rozmów rebelianci i siły rządowe ogłosiły w Kapsztadzie (RPA) zawieszenie broni, przerywające wojnę domową toczącą się od września 2002 r. w Wybrzeżu Kości Słoniowej. The Globe and Mail
- Rainier III, książę Monako, zmarł w wieku 81 lat. Nowym władcą państwa oficjalnie ogłoszony został syn zmarłego, 47-letni książę Albert.
- Konklawe 2005: Kolegium Kardynałów w którym wzięło udział 116 obecnych w Rzymie kardynałów, zdecydowało, że konklawe rozpocznie się 18 kwietnia.

## 7 kwietnia2005
- Został publicznie ujawniony testament Jana Pawła II. Powstawał partiami od 6 marca 1979 do 18 marca 2000, jest napisany w języku polskim i dotyczy głównie kwestii duchowych, ale także miejsca pogrzebu i spalenia notatek osobistych. Treść testamentu była znana kardynałom już wcześniej, oficjalnym powodem opóźnienia publikacji były problemy z tłumaczeniem go na inne języki. Wykonawcą testamentu ma być abp Dziwisz. Wikinews
- W całej Polsce trwały uroczystości upamiętniające papieża. W Warszawie od ok. 21.00 do późnej nocy rzesze mieszkańców paliły znicze przy alei Jana Pawła II. W Krakowie w marszu dziękczynnym wzięło udział ok. pół miliona osób. Podobny przemarsz w Warszawie zaplanowany został na piątek, 8 kwietnia. W Gdańsku pod pomnikiem Poległych Stoczniowców (Trzy Krzyże) w pobliżu bramy Stoczni Gdańskiej odbyło się czuwanie.

## 8 kwietnia2005
- Odbył się pogrzeb Jana Pawła II. Uroczystościom przewodniczył dziekan kolegium kardynalskiego kardynał Joseph Ratzinger. Uczestniczyło w nim ponad 5 mln wiernych, w tym ok. 2 mln Polaków oraz 200 prezydentów i premierów. Ciało papieża spoczęło w kryptach bazyliki św. Piotra.

## 9 kwietnia2005
- Konklawe 2005: Biuro prasowe Watykanu podało, że kardynałowie Jaime Sin i Adolfo Antonio Suárez Rivera na pewno nie wezmą udziału w konklawe ze względu na stan zdrowia. Kardynałowie zdecydowali, że do czasu konklawe będą unikać wywiadów i spotkań z dziennikarzami.
- Następca brytyjskiego tronu, książę Walii Karol, poślubił po 30 latach romansu rozwódkę Camillę Parker Bowles.

## 10 kwietnia2005
- Około stu wiernych uczestniczyło w mszy żałobnej, odprawianej w hołdzie papieżowi Janowi Pawłowi II w Pjongjangu w jedynej katolickiej katedrze Korei Północnej. Formalną zgodę na odprawienie mszy wyraziły władze tego ateistycznego państwa.

## 11 kwietnia2005
- Zespół polskiej Wikipedii został nominowany do nagrody "Fenomeny Przekroju" w imieniu zespołu zaproszenia na galę Fenomenów otrzymał Paweł Jochym i być może Krzysztof P. Jasiutowicz (o ile redakcja zdołała się skontaktować). Nominacja nie jest jednak imienna, ale dla całego zespołu.
- Minutą ciszy uczcił śmierć Jana Pawła II Parlament Europejski.

## 12 kwietnia2005
- Minister obrony narodowej Jerzy Szmajdziński poinformował na wtorkowym posiedzeniu rządu, że polska misja stabilizacyjna w Iraku powinna zakończyć się do końca 2005 roku, wraz z wygaśnięciem rezolucji Rady Bezpieczeństwa ONZ. W przypadku braku dalszych rezolucji Rady bądź zaproszenia od rządu Iraku polscy żołnierze wróciliby do kraju kilka tygodni później. Gazeta.pl

## 13 kwietnia2005
- Premier Turcji Recep Tayyip Erdoğan zaproponował władzom Armenii utworzenie dwustronnej komisji, mającej zbadać rzeź Ormian w latach 1915-1917.
- Parlament Europejski przegłosował przyjęcie Bułgarii i Rumunii do UE w 2007 roku. Ich członkostwo uzależnione jest jednak od spełnienia wynegocjowanych warunków. (BBC)

## 15 kwietnia2005
- Lider włoskiego Związku Chrześcijańskich Demokratów i Demokratów Centrum (UDC) Rocco Buttiglione ogłosił wycofanie się partii z rządu premiera Silvio Berlusconiego. UDC ma w rządzie czterech ministrów.
- Trwają antyjapońskie demonstracje w Chinach. (BBC)
- Unia Europejska wbrew naciskom Francji i Niemiec wycofała się z planów szybkiego zniesienia embarga na dostawy broni do Chin. Unijni ministrowie spraw zagranicznych odrzucili wniosek pod wpływem protestów Stanów Zjednoczonych i obrońców praw człowieka. (Rzeczpospolita)

## 16 kwietnia2005
- Mszą świętą w katedrze polowej Wojska Polskiego w Warszawie odbyły się obchody 65. rocznicy zbrodni katyńskiej. Prezydent Aleksander Kwaśniewski i przedstawiciele Rodzin Katyńskich złożyli wieńce pod Grobem Nieznanego Żołnierza.

## 18 kwietnia2005
- Konklawe 2005: W Watykanie rozpoczęło się konklawe, na którym ma zostać wybrany następca Jana Pawła II. W pierwszym wieczornym głosowaniu kardynałowie nie zdołali osiągnąć większości 2/3 głosów koniecznych do wyboru nowego papieża.
- Rocco Buttiglione ogłosił, że włoska centroprawica osiągnęła porozumienie w sprawie powołania nowego rządu Silvio Berlusconiego.

## 19 kwietnia2005
- Bawarski kardynał Joseph Ratzinger został nowym papieżem. Przyjął imię Benedykta XVI.

## 20 kwietnia2005
- Papież Benedykt XVI koncelebrował z kardynałami pierwszą mszę w kaplicy Sykstyńskiej. W wygłoszonej po łacinie mowie, po mszy świętej, przedstawił zarys programu swojego pontyfikatu.
- Premier Włoch Silvio Berlusconi podał się do dymisji, w nadziei, że powoła nowy rząd z odnowionym programem.

## 23 kwietnia2005
- Silvio Berlusconi został ponownie premierem Włoch.
- Zostało opublikowane pierwsze wideo w serwisie YouTube. Wideo te nosi tytuł Me at the zoo.

## 24 kwietnia2005
- Papież Benedykt XVI odprawił mszę świętą inaugurującą jego pontyfikat. Otrzymał także insygnia władzy papieskiej – paliusz oraz pierścień świętego Piotra.
- Ruszył nowy kanał tematyczny Telewizji Polskiej – TVP Kultura.
- Policjanci z Olsztyna odnaleźli część tzw. skarbu średzkiego.

## 25 kwietnia2005
- Premier Czech Stanislav Gross podał się do dymisji, a prezydent Václav Klaus dymisję przyjął. Nowym premierem został Jiří Paroubek.
- Bułgaria i Rumunia podpisały w Luksemburgu traktat akcesyjny z Unią Europejską umożliwiający im akcesję do UE 1 stycznia 2007 roku.
- Prezydent Aleksander Kwaśniewski przyjął dymisję ministra środowiska Jerzego Swatonia.

## 27 kwietnia2005
- Leon Kieres podał do publicznej wiadomości, że osobą, która w latach 80. inwigilowała i donosiła SB nt. Karola Wojtyły jest o. Konrad Stanisław Hejmo. Używał on pseudonimu "Hejnał" i "Dominik"
- Ryszard Niemczyk, podejrzany o zabójstwo Andrzeja Kolikowskiego – "Pershinga" i podejrzewany o zabójstwo b. komendanta policji gen. Marka Papały został zatrzymany przez niemiecką policję.
- Trybunał Konstytucyjny uznał, że przepis kodeksu postępowania karnego (art. 607t par. 1) dotyczący europejskiego nakazu aresztowania z dniem 5 listopada 2006 utracił moc obowiązującą w zakresie umożliwiającym wydanie obywatela polskiego, który dopuścił się przestępstwa poza granicami Polski.
- Papież Benedykt XVI pozdrowił Polaków na audiencji generalnej w Watykanie słowami: "Pozdrawiam wiernych języka polskiego. Dziękuję wam za dobroć i za modlitwy. Z serca wam błogosławię".